# Cerapterocerus latevittatus
Cerapterocerus latevittatus är en stekelart som beskrevs av Costa 1882. Cerapterocerus latevittatus ingår i släktet Cerapterocerus och familjen sköldlussteklar. Inga underarter finns listade i Catalogue of Life.